# Primal Fear
Primal Fear – niemiecki zespół heavymetalowy założony w 1997 roku przez lidera grupy Sinner Mata Sinnera i byłego wokalistę Gamma Ray Ralfa Scheepersa, czerpiący silne inspiracje z grupy Judas Priest. Ich muzyka łączy speedmetalową dynamikę i szybkość z powermetalową melodyjnością.

## Dyskografia
| 1998                           | Primal Fear - Data: 2 lutego 1998 - Wydawca: Nuclear Blast                                  | 48 | –   | –  | –  | –  | –  |
| 1999                           | Jaws of Death - Data: 10 czerwca 1999 - Wydawca: Nuclear Blast                              | 49 | –   | –  | –  | –  | –  |
| 2001                           | Nuclear Fire - Data: 29 stycznia 2001 - Wydawca: Nuclear Blast                              | 37 | –   | –  | –  | –  | –  |
| 2002                           | Black Sun - Data: 29 kwietnia 2002 - Wydawca: Nuclear Blast                                 | 55 | –   | –  | –  | –  | –  |
| 2004                           | Devil’s Ground - Data: 23 lutego 2004 - Wydawca: Nuclear Blast                              | 67 | 116 | –  | –  | –  | –  |
| 2005                           | Seven Seals - Data: 15 października 2005 - Wydawca: Nuclear Blast                           | 65 | 111 | –  | –  | –  | –  |
| 2007                           | New Religion - Data: 21 września 2007 - Wydawca: Frontiers Records                          | 60 | 116 | –  | –  | –  | –  |
| 2009                           | 16.6 (Before the Devil Knows You’re Dead) - Data: 22 maja 2009 - Wydawca: Frontiers Records | 46 | 87  | –  | –  | 52 | –  |
| 2012                           | Unbreakable - Data: 20 stycznia 2012 - Wydawca: Frontiers Records                           | 31 | 113 | 74 | 51 | 48 | 50 |
| 2014                           | Delivering the Black - Data: 24 stycznia 2014 - Wydawca: Frontiers Records                  | 13 | 48  | 64 | 36 | –  | 44 |
| 2016                           | Rulebreaker - Data: 22 stycznia 2016 - Wydawca: Frontiers Records                           | 19 | –   | 60 | 35 | –  | –  |
| 2018                           | Apocalypse - Data: 10 sierpnia 2018 - Wydawca: Frontiers Records                            | –  | –   | –  | –  | –  | –  |
| „–” pozycja nie była notowana. |                                                                                             |    |     |    |    |    |    |

| Rok  | Tytuł                                                              | Pozycja na liście |
| Rok  | Tytuł                                                              | JPN               |
| ---- | ------------------------------------------------------------------ | ----------------- |
| 2006 | Metal is Forever - Data: 29 września 2006 - Wydawca: Nuclear Blast | 253               |

| Rok  | Tytuł                                                                |
| ---- | -------------------------------------------------------------------- |
| 2010 | Live in the USA - Data: 22 czerwca 2010 - Wydawca: Frontiers Records |

| Rok  | Tytuł                                                       |
| ---- | ----------------------------------------------------------- |
| 2002 | Horroscope - Data: 10 grudnia 2001 - Wydawca: Nuclear Blast |

| Rok  | Tytuł                                                                        |
| ---- | ---------------------------------------------------------------------------- |
| 2003 | The History of Fear - Data: 29 września 2003 - Wydawca: Nuclear Blast        |
| 2010 | 16.6 All over the World - Data: 22 czerwca 2010 - Wydawca: Frontiers Records |